# Сотник Олена Сергіївна
Олена Сергіївна Сотник (21 грудня 1982, Київ) — українська політична діячка, правозахисник, адвокат, народний депутат України VIII скликання від партії «Самопоміч».
Під час роботи в Парламенті була секретарем Комітету ВРУ з питань європейської інтеграції, головою підкомітету з питань адаптації українського законодавства до законодавства ЄС, співголовою групи з міжпарламентських зв'язків з Бельгією. Окрім цього, була першою заступницею голови комітету з юридичних питань та прав людини у ПАРЄ, членом Бюро жінок-парламентарів у Міжпарламентському союзі, віце-президентом політичної групи Альянсу лібералів і демократів за Європу в ПАРЄ. Перша жінка-стипендіат від України за престижною програмою глобального лідерства Єльського університету (Yale World Fellows Program). Одна з найуспішніших жінок України 2019 за версіями видань «Новое время» та «Юридична Газета»

## Життєпис

### Освіта
- 2005 — закінчила Національну академію внутрішніх справ України, отримавши дипломи з відзнакою за спеціальністю «Правознавство». Того ж року закінчила Академію муніципального управління, здобувши диплом з відзнакою за спеціалізацією «Менеджер-економіст», додаткова спеціалізація «Місцеве самоврядування».
- 2011–2012 — навчалася в Українській школі політичних студій (проєкт Ради Європи в Україні).
- 2012 — закінчила Національний педагогічний університет ім. Драгоманова, здобула диплом за спеціальністю «Психологія».
- 2013 — учасниця 7-го семінару «Відповідальне лідерство» за підтримки Асоціації випускників Aspen Ukraine Initiative[9].
- 2016 — учасниця семінару для вищого керівництва України на запрошення Урядів США, Німеччини та Європейського центру дослідження проблем безпеки ім. Дж. Маршала.
- 2017 — учасниця семінару Ради Європи з обміну найкращими практиками у законодавстві між парламентами України та Швеції у м. Стокгольм; учасниця програми Aspen «Поряд із хаосом: основні тенденції формування майбутнього технологій, бізнесу, культури та суспільства»[10]; закінчила навчальну програму з демократії та розвитку Draper Hills Summer Fellows Program Стенфордського Центру з питань демократії, розвитку та верховенства права[11];
- 2018 — закінчила навчальну програму «Академія розвитку управління» Стенфордського Центру з питань демократії, розвитку та верховенства права.
- 2019 — стипендіат програми глобального лідерства Єльського університету Yale World Fellows Program[6].

### Кар'єра
- 1999—2001 — позаштатна кореспондентка газети «Факты и комментарии», відділ соціальної політики та освіти.
- 2004 — почала працювати головною юрисконсультантом на підприємстві «Свема» у Шостці на Сумщині.
- 2005 — керівник юридичного відділу на підприємстві ПК СП «СД ЛТД».
- 2006 — виконавчий директор в "Адвокатській групи «Солодко і Партнери».
- 31 травня 2007 — склала екзамен та отримала свідоцтво про право на зайняття адвокатською діяльністю (№ 2945)[12].
- З 2008 — партнерка "Адвокатської групи «Солодко і Партнери»[13].
- 2009 — отримала ліцензію арбітражної керуючої[14].
- з 2014 року — народний депутат України. Секретар Комітету ВРУ з питань європейської інтеграції.[2], голова підкомітету з питань адаптації українського законодавства до законодавства ЄС, забезпечення його відповідності зобов'язанням України у рамках Ради Європи та оцінки відповідності законопроєктів міжнародно-правовим зобов'язанням України у сфері європейської інтеграції[3].
- 2015 — Член Парламентської делегації до Парламентської Асамблеї Ради Європи. Віце-президент політичної групи Альянсу лібералів та демократів за Європу у ПАРЄ. Член комітету з політичних питань та демократії, підкомітету з зовнішніх відносин, підкомітету з питань імплементації рішень Європейського суду з прав людини. Альтернативна членкиня комітету з юридичних питань та прав людини, підкомітету з кримінальних проблем та боротьби з тероризмом, підкомітету з питань відносин з ОЕСР та ЄБРР[4].

Членкиня Парламентського комітету асоціації Україна-ЄС, що є форумом для членів Верховної Ради України і Європейського Парламенту для проведення засідань та обміну думками.
- 2017 — Голова комітету з юридичних питань та прав людини у ПАРЄ.
- 2018 — Перша заступниця голови комітету з юридичних питань та прав людини у ПАРЄ. Обрана членкиня Бюро жінок-парламентарів в рамках Міжпарламентського Союзу.
- 2020 — Поновила[16] свідоцтво про право на заняття адвокатською діяльністю. Долучилася[17] як адвокат до справи щодо зґвалтування Кагарлицькими поліцейськими 26-річної Нелі Погребіцької.

## Громадська і політична діяльність
- 2009–2012 — координувала соціальні проєкти у рамках ГО «Територія дитинства» щодо захисту та відновлення прав випускників дитячих будинків та інтернатів.
- 2010–2012 — голова Київського відділення Асоціації правників України. За період діяльності реалізовано благодійні проєкти «Твоє право» та «Формування правової свідомості» для дітей, що позбавлені батьківського піклування.
- 2011 — увійшла до складу Експертної ради при Комітеті ВРУ з питань промислової політики та підприємництва.
- 2011 та 2013 — обрана до складу правління Асоціації правників України.
- 2012 — здійснювала координування проєкту видання «Путівник дорослого життя» щодо основних прав та гарантій для випускників дитячих будинків та інтернатів.
- 2008-2012 — членкиня Міжнародної асоціації юристів.
- З 2013 — членкиня Громадської ради при Державній службі фінансового моніторингу України.
- 2013 — заснувала громадську організацію «Бізнес-ангели» з метою організації освітніх та просвітницьких програм для дітей та юнацтва.
- З 2013–2014 — членкиня Координаційної ради Асоціації випускників «Аспен-Україна».
- У жовтні 2012 — обрана до складу органу адвокатського самоврядування — Ради адвокатів Києва.
- З грудня 2013 — учасниця Центру безоплатної правової допомоги для постраждалих під час Революції гідності у Києві.
- 2014 — увійшла до складу групи адвокатів по захисту прав та інтересів родин «Небесної сотні».
- 2016 — заснувала ГО «Молодь — Імпульс Змін», що спільно із Usaid Program Rada проводили форум та хакатон «Імпульс змін» у Харкові, в рамках проєкту «Модельний округ»[18].
- 2018 — Голова Молодіжного крила Політичної партії "Об'єднання «Самопоміч»[19].

На дострокових парламентських виборах у червні 2019 року була включена під № 2 до партійного списку партії «Сила і честь», яку очолює Ігор Смешко.
- З 2020 –– Адвокат потерпілої у справі щодо зґвалтування Кагарлицькими поліцейськими 26-річної Нелі Погребіцької.

## Парламентська діяльність
Одинадцятий номер у списку партії «Самопоміч» на парламентських виборах в Україні 2014 року.
Олена Сотник працювала постійною делегаткою до Парламентської Асамблеї Ради Європи та займала потужні позиції в цьому міжнародному органі. Вона була першою заступницею голови комітету з юридичних питань та прав людини, який свого часу очолювала. Крім того, Сотник була членкинею Комітету з політичних питань та демократії, Комітету з питань відбору суддів до Європейського суду з прав людини та підкомітетів з прав людини, з зовнішніх відносин та з питань імплементації рішень Європейського суду з прав людини.
Діяльність у ПАРЄ:
- — Голова спостережної місії на президентських виборах в Туреччині[21];
- — Членкиня спостережної місії на президентських виборах в Грузії;
- — Членкиня спостережної місії на парламентських виборах в Туреччині, Болгарії та Йорданії.

Брала участь у житті Міжпарламентського Союзу, де восени 2018 року була обрана членкинею Бюро жінок-парламентарів.

## Досягнення і критика громадськості
З 2016 року є учасницею проєкту «Модельний округ» в рамках програми Usaid Program Rada. Проєкт має на меті зробити більш ефективною комунікацію між депутатом парламенту і громадянами, таким чином покращивши представництво громадськості в законодавчому процесі. Для участі у проєкті відібрано всього сім членів парламенту.
Увійшла до переліку 100 найбільш успішніших жінок України 2019 за версією видання «Новое Время». Також Олена Сотник увійшла до переліку успішних жінок-юристів 2019 за версією видання «Юридична газета».
Олена є співавторкою низки законопроєктів, які отримали позитивні висновки Комісії Ради Європи «За демократію через право» (Венеційської комісії), зокрема Закону України «Про судоустрій і статус суддів». Також варто відмітити проєкт Закону України «Про засади державної політики у сфері європейської інтеграції», альтернативний проєкт Закону України «Про валюту», що став основою валютного законодавства, альтернативний проєкт Закону України «Про Вищий антикорупційний суд України», в яких Олена Сотник є співавтором.
Після отримання депутатського мандату Олена Сотник продовжує захищати права громадян з активною громадською позицією, вона є однією з ініціаторів створення Тимчасової слідчої комісії ВРУ для проведення розслідування відомостей щодо нападів на Катерину Гандзюк та інших громадських активістів, а також Тимчасової слідчої комісії ВРУ для проведення розслідування відомостей щодо перешкоджання досудовому розслідуванню злочинів, вчинених стосовно учасників мирних акцій протесту в період листопада 2013 — лютого 2014 року.

## Сім'я
Колишній чоловік — український бізнемен Анатолій Амелін. 2012 року вони разом закінчили «Українську школу політичних студій», та входили до складу Координаційної Ради Асоціації випускників «Аспен Україна». Розлучилися у 2019 році.

## Публікації
- «Знову про Кагарлик, або Що не так із системою атестації поліції?»[26] для Української Правди.
- «Справа про вбивство 5-річного Кирила Тлявова може розвалитися в суді»[27] для Української Правди.
- «Поліцейських, які є ймовірними свідками подій у Кагарлику, рекомендують підвищити»[28] для Української Правди.
- «Кагарлик: справа честі чи вирок "системі"?» [29] для Української Правди.